# سلطان الراعي
محمد سلطان خان أو سلطان الراعي (1938 - 9 يناير 1996) ممثل باكستاني.

## معلومات الحياة
ولد سلطان الراعي في ولاية اوتار براديش لقبيلة أرين خلال الراج البريطاني بعد استقلال باكستان في عام 1947 انتقل إلى جوجرانوالا، البنجاب، باكستان.
قام سلطان في مسرح الدراما بدور «نادر شاه دوراني» عام 1955. بدأ حياته المهنية في عام 1959 كممثل ضيف في فيلم باغي.
وأطلق فيلمه الشهير مولا جات في 11 فبراير 1979 الذي أصبح أكثر أفلامه الباكستانية نجاحا، وتشمل أعماله الأخرى بهرام داكو (1980)، شير خان (1981)، سالا صاحب وغلامي (1985).
ظهر سلطان في الأدوار الرئيسية في أكثر من 535 فيلما، وكان الممثل الباكستاني الأعلى أجرا.
وفي 9 يناير 1996، أطلق عليه الرصاص وقتل على الطريق السريع الرئيسي في باكستان المعروف باسم طريق غراند ترونك، بالقرب من سامان أباد تشونجي بالقرب من غوجرانوالا. وكان سلطان في طريقه من إسلام آباد إلى مسقط رأسه لاهور مع صديق أحسن - وهو مخرج سينمائي، في وقت متأخر من الليل انحرف إطار سيارته بالقرب من سامان أباد تشونجي. واضطروا إلى التوقف عن تغيير عجلة السيارة. الاستفادة من الظلام والمناطق المحيطة بها مهجورة، اقترب بعض العصابات السيارة وحاول سرقة لهم. وعندما بدأ سلطان في المقاومة، اطلقوا النار، مما أدى إلى مقتله على الفور وإصابة صديقه.

## الخدمات المهنية
في عام 1959 كان سلطان الراعي تعمل الجهات الفاعلة كما إضافية، لم يتم العثور أي تقدم ملحوظ أو أي من المدارات لهم حتى 1960s، ولكن في عام 1972 كان نجاحا كبيرا عندما أفلامهم اليوبيل الماسي تم الاحتفال. عملت سلطان الراعي أكثر مع بلد مسعود رنا يونس كمدراء. كان يعمل في أكثر من 700 الأردية والبنجابية الأفلام

## روابط خارجية
- سلطان الراعي على موقع IMDb (الإنجليزية)
- سلطان الراعي على موقع قاعدة بيانات الفيلم (الإنجليزية)
- سلطان الراعي على موقع كينوبويسك (الروسية)